# نوسفراتو خون‌آشام
نوسفراتو، خون‌آشام (به انگلیسی: Nosferatu,The Vampyer) فیلمی در ژانر فانتزی و ترسناک محصول سال ۱۹۷۹ است. کارگردان فیلم نوسفراتو، خون‌آشام، ورنر هرتسوک است. از بازیگران فیلم می‌توان کلاوس کینسکی و ایزابل آجانی را نام برد.